# Seraim
Seraim war ein hebräisches Längenmaß und galt als das große Fußmaß. Das kleine Fußmaß war der Sereth mit 0,2771 Meter (0,2475 Meter).
- 1 Seraim = 0,3674 Meter